# Quéménéven
Quéménéven é uma comuna francesa na região administrativa da Bretanha, no departamento Finisterra. Estende-se por uma área de 28,07 km². Em 2010 a comuna tinha 1 150 habitantes (densidade: 41 hab./km²).